# Épehy
Épehy és un municipi francès situat al departament del Somme i a la regió dels Alts de França. L'any 2007 tenia 1.161 habitants.

## Demografia

### Població
El 2007 la població de fet d'Épehy era de 1.161 persones. Hi havia 412 famílies de les quals 108 eren unipersonals (32 homes vivint sols i 76 dones vivint soles), 132 parelles sense fills, 144 parelles amb fills i 28 famílies monoparentals amb fills.
La població ha evolucionat segons el següent gràfic:
Habitants censats

### Habitatges
El 2007 hi havia 481 habitatges, 427 eren l'habitatge principal de la família, 14 eren segones residències i 40 estaven desocupats. 469 eren cases i 11 eren apartaments. Dels 427 habitatges principals, 323 estaven ocupats pels seus propietaris, 94 estaven llogats i ocupats pels llogaters i 10 estaven cedits a títol gratuït; 26 tenien dues cambres, 95 en tenien tres, 108 en tenien quatre i 198 en tenien cinc o més. 317 habitatges disposaven pel capbaix d'una plaça de pàrquing. A 212 habitatges hi havia un automòbil i a 139 n'hi havia dos o més.

### Piràmide de població
La piràmide de població per edats i sexe el 2009 era:
| Homes | Edats   | Dones |
| ----- | ------- | ----- |
| 4     | 95 o +  | 4     |
| 0     | 90 a 94 | 4     |
| 8     | 85 a 89 | 24    |
| 0     | 80 a 84 | 24    |
| 32    | 75 a 79 | 44    |
| 36    | 70 a 74 | 40    |
| 28    | 65 a 69 | 28    |
| 40    | 60 a 64 | 20    |
| 32    | 55 a 59 | 8     |
| 36    | 50 a 54 | 44    |
| 32    | 45 a 49 | 24    |
| 20    | 40 a 44 | 36    |
| 20    | 35 a 39 | 48    |
| 48    | 30 a 34 | 32    |
| 32    | 25 a 29 | 44    |
| 48    | 20 a 24 | 8     |
| 28    | 15 a 19 | 48    |
| 24    | 10 a 14 | 36    |
| 48    | 5 a 9   | 32    |
| 16    | 0 a 4   | 24    |

## Economia
El 2007 la població en edat de treballar era de 646 persones, 423 eren actives i 223 eren inactives. De les 423 persones actives 364 estaven ocupades (204 homes i 160 dones) i 59 estaven aturades (32 homes i 27 dones). De les 223 persones inactives 70 estaven jubilades, 55 estaven estudiant i 98 estaven classificades com a «altres inactius».

### Ingressos
El 2009 a Épehy hi havia 427 unitats fiscals que integraven 1.105,5 persones, la mediana anual d'ingressos fiscals per persona era de 14.281 €.

### Activitats econòmiques
Dels 35 establiments que hi havia el 2007, 1 era d'una empresa alimentària, 2 d'empreses de fabricació d'altres productes industrials, 3 d'empreses de construcció, 5 d'empreses de comerç i reparació d'automòbils, 4 d'empreses de transport, 3 d'empreses d'hostatgeria i restauració, 2 d'empreses immobiliàries, 2 d'empreses de serveis, 9 d'entitats de l'administració pública i 4 d'empreses classificades com a «altres activitats de serveis».
Dels 11 establiments de servei als particulars que hi havia el 2009, 1 era una oficina d'administració d'Hisenda pública, 1 oficina de correu, 1 taller de reparació d'automòbils i de material agrícola, 2 lampisteries, 1 electricista, 3 perruqueries, 1 veterinari i 1 restaurant.
Dels 2 establiments comercials que hi havia el 2009, 1 era una botiga de més de 120 m² i 1 una botiga de menys de 120 m².
L'any 2000 a Épehy hi havia 11 explotacions agrícoles que ocupaven un total de 810 hectàrees.

## Equipaments sanitaris i escolars
El 2009 hi havia 1 farmàcia i 1 ambulància.
El 2009 hi havia una escola elemental.

## Poblacions més properes
El següent diagrama mostra les poblacions més properes.